# Mahmud Ahmadinejad
Mahmud Ahmadinejad (persa: محمود احمدی‌نژاد) (Aradan, 28 d'octubre de 1956) és un polític iranià, fou President de la República Islàmica de l'Iran des del 3 d'agost de 2005 fins al 3 d'agost de 2013, després de guanyar les eleccions presidencials de 2005 i 2009. Abans de convertir-se en president, ostentà el càrrec de batlle de Teheran.

## Biografia

### Estudis
Ahmadinejad, fill d'un ferrer, nasqué a Aradan el 28 d'octubre de 1956. El 1976, feu els exàmens d'ingrés a les universitat nacional de l'Iran (konkoor) guanyant admissió a una de les primeres universitats de l'Iran. El seu resultat fou el 132è entre més de 400.000 participants aquell any, matriculant-se finalment a la Universitat de l'Iran de Ciència i Tecnologia, una de les més prestigioses, com a estudiant universitari d'enginyeria civil.
Després de la revolució, es convertí en professor d'enginyeria civil. El 1989, es convertia en un membre de la facultat de Ciència de la universitat i es treia el doctorat. Fins i tot després de ser elegit

### Inici de la carrera política
Ahmadinejad era políticament actiu com a estudiant durant la crisi d'ostatges de l'Iran de 1979, i representava la Universitat de Ciència i Tecnologia en el Moviment d'Estudiants al Comitè Central on es presentava el pla per l'assalt a l'ambaixada dels EUA. De totes maneres, aquestes dades són font de polèmica entre diferents organismes.
Ahmadinejad serví de Governador de la província d'Ardabil de 1993 a 1997 però no era una figura nacionalment coneguda fins que se'l va nomenar Batlle de Teheran.Com a alcalde faria molts canvis posant l'èmfasi religiós sobre les activitats dels centres culturals fundats per anteriors alcaldes, promovent la separació d'ascensors per a homes i dones al municipi i suggerint que els cossos de les víctimes de la guerra amb l'Iraq fossin enterrats en places cèntriques de Teheran.
Després de dos anys com a alcalde, Ahmadinejad va ser nomenat en la llista de 65 finalistes per a Alcalde Mundial de 2005 d'entre els 550 alcaldes nominats. S'ha de tenir en compte que nou tan sols nou eren asiàtics.
Tot i no ser una figura primordial del país per a la campanya electoral presidencial, Ahmadinejad havia mostrat el seu compromís per aturar l'avanç reformista del país. És membre del Consell Central de la Societat Islàmica d'Enginyers, però té una influència més forta dins de l'Aliança de Constructors de l'Iran islàmic (Abadgaran).

### Campanya presidencial
Ahmadinejad generalment enviava senyals ambigües sobre els seus plans per a la presidència, de la qual alguns analistes dels EUA consideraven que havia estat dissenyada per atreure tant els religiosos més conservadors com les classes econòmiques més baixes. El lema de campanya fou És possible i ho podem fer.
Durant la campanya presidencial, Ahmadinejad mantingué una aproximació populista, amb èmfasi en la seva pròpia vida modesta, i es comparà amb Mohammad Ali Rajai, el segon president de l'Iran. Ahmadinejad afirmà que pensava crear un "govern exemplar per a la resta del món".
Ahmadinejad fou el candidat que parlà més clar en contra de relacions futures amb els Estats Units. També, en una entrevista amb la República Islàmica de Radiodifusió de l'Iran uns quants dies abans de les eleccions, Ahmadinejad acusa a les Nacions Unides de ser "unilaterals i bel·ligerants amb el món de l'Islam."
Després de la seva elecció va proclamar que "Gràcies a la sang dels màrtirs, una revolució islàmica nova ha sorgit i la revolució islàmica de 1384 (l'any iranià actual]) tallarà de les arrels d'injustícia al món."

### Elecció
Ahmadinejad fou escollit President de l'Iran el 6 d'agost, de 2005, després d'obtenir un 62% dels vots en, gairebé dues vegades més vots que l'expresident Akbar Haixemi Rafsanjani. Va rebre l'autorització presidencial des del líder suprem l'aiatol·là Ali Khamenei. Durant la cerimònia d'autorització besava la mà de Khamenei en la demostració de la seva lleialtat.

### Presidència de l'Iran
Des de la presidència Ahmadinejad ha promogut diferent lleis que han tallat les propostes reformistes de Akbar Haixemi Rafsanjani. Entre elles destaquen el fet que les dones no poden anar als estadis on es realitzen espectacles esportius masculins.
En política internacional, Ahmadinejad ha desenvolupat el programa nuclear iranià, el que ha comportat enfrontaments amb les Nacions Unides i amb els EUA. A més a més, el govern dels EUA ha acusat al govern de l'Iran d'ajudar a les milícies xiïtes que actuen a l'Iraq en contra de les tropes americanes i britàniques.
El 2006 va convocar una convenció internacional per tal d'"investigar" l'Holocaust, i a la qual van participar membres del Ku Klux Klan, supremacistes blancs, negacionismes de l'Holocaust europeus i fins i tot jueus ultraortodoxos (dins del corrent ultraortodoxa hi ha una petita minoria que creu que Déu mai hi hauria permès una matança de jueus com la que van fer els nazis, i per tal motiu neguen l'Holocaust).
L'estiu de 2006 va provocar el govern alemany després de negar l'Holocaust, al qual va qualificar de mite. Ahmadinejad va assegurar que visitaria Alemanya amb motiu de la Copa del Món de Futbol 2006 per veure jugar la selecció del seu país. Les autoritats alemanyes però, tenien ordres de no deixar entrar a una persona que nega l'Holocaust, ja que és un delicte en territori alemany.
El març de 2007, Iran va detenir un grup de soldats britànics que suposadament es trobaven en aigües iranianes, tot i que des del govern de Londres s'assegurava que aquests es trobaven en aigües iraquianes. Aquesta detenció va provocar greus problemes diplomàtics entre tots dos països, i la demanda internacional, tant de Nacions Unides com de la Unió Europea de la llibertat dels ostatges britànics. Finalment, Ahmadinejad alliberaria els presoners com un regal al poble britànic. Una vegada a terres britàniques, uns quants soldats van reconèixer que la seva tripulació es trobava en aigües iranianes.
Va guanyar de nou les eleccions eleccions presidencials iranianes de 2009 celebrades el 12 de juny, que van generar una onada de protestes de l'oposició.
El 4 d'agost de 2010 mentre es traslladava amb un cotxe descobert en una visita a Hamadan Ahmadinejad sofrí un atemptat amb un artefacte casolà o una granada dos dies després que afirmés que Israel tenia plans per a assassinar-lo. Els fets foren desmentits per algunes fonts de la presidència, argumentant que l'explosió era deguda a un petard. Tanmateix, Al Arabiya i Khabar (diaris conservadors iranians) es feren ressò del succés, però el canal públic iranià desmentí aquest succés admès en unprimer moment per fonts de la presidència. El suposat agressor fou detingut. L'explosió causà alguns ferits.

### Després de la presidència
El Consell de Guardians de l'Iran, encarregat de decidir qui pot presentar-se a les eleccions, va vetar la seva participació en eleccions presidencials iranianes de 2017.